# 临江镇 (紫金县)
临江镇，是中华人民共和国广东省河源市紫金县下辖的一个乡镇级行政单位。
2020年中国南方水灾期间，6月8日11时，临江镇联新村内涝，消防车到場發現路面积水最深处已达1.2米，水流湍急，村庄道路和农田被水淹没，一片汪洋。

## 行政区划
临江镇下辖以下地区：
临江社区、塘排村、桂林村、联新村、前进村、禾坑村、澄岭村、胜利村、年丰村、梧峰村和光凹村。